# Slag bij Culloden
De Slag bij Culloden (16 april 1746) was de laatste slag tussen de jacobieten en het huis Hannover en de laatste veldslag gevochten op het eiland Groot-Brittannië. De slag vond plaats bij de dorpsgemeenschap Culloden nabij de Noord-Schotse stad Inverness.

## Jacobieten
In 1567 werd Mary Stuart gedwongen afstand te doen van de Schotse troon ten gunste van haar zoon, Jacobus VI van Schotland. Na het overlijden van Elizabeth I van Engeland in 1603 werd Jacobus VI van Schotland ook koning van Engeland, als Jacobus I. Zijn kleinzoon, Jacobus II van Engeland werd in 1688 afgezet. Hij werd opgevolgd door Willem III van Oranje-Nassau en Maria II van Engeland. De afgezette koning had echter nog wel een grote aanhang binnen Engeland. Hierin speelde ook de geloofsovertuiging van de koningen een rol; Jacobus II was rooms-katholiek, terwijl Willem III en Maria II protestants waren. De aanhangers van de verdreven koning kregen de naam jacobieten. Met name in Ierland en Schotland waren er veel jacobieten.
Lodewijk XIV verwelkomde de afgezette Jacobus II in Frankrijk. In de latere jaren zouden zowel Frankrijk als Spanje gebruikmaken van de jacobieten, om te zorgen voor politieke instabiliteit binnen Engeland.
De strijd van de jacobieten tegen de Engelse overheid was niet hetzelfde als een strijd van Schotten tegen Engelsen.

## Directe toedracht
In 1744 plande Lodewijk XV van Frankrijk een invasie van Engeland. Hij was hierbij ook van plan gebruik te maken van de jakobieten in zijn strijd op het Engelse vasteland. Het weer verhinderde de overtocht en de invasie werd afgeblazen. Prins Charles Edward Stuart, de kleinzoon van Jacobus II en zoon van de troonpretendent Jacobus Frans Eduard Stuart stond aan het hoofd van de jakobieten.
Prins Charles besloot zelf de strijd aan te gaan op het Engelse vasteland en vertrok op 16 juli 1745 vanuit Frankrijk. Hij kwam in Schotland aan wal op het eiland Eriskay en werd verwelkomd door Alexander MacDonald. De prins stuurde brieven rond om aanhangers te winnen en riep op tot verzamelen in Glenfinnan. Toen hij voldoende steun ondervond liet hij op 19 augustus 1745 het koninklijke vaandel hijsen en eiste hiermee namens zijn vader de Schotse en Engelse troon op.
Het leger van prins Charles bestond aanvankelijk voornamelijk uit mannen van de clans Cameron en MacDonald. Het leger trok door tot Edinburgh en ontmoette nauwelijks verzet. Steeds meer mensen sloten zich aan bij het leger. Het eerste treffen met een leger van de Engelse regering was op 21 september 1745. Tijdens deze Slag bij Prestonpans, werd het regeringsleger verslagen.
Prins Charles trok verder naar het zuiden, met de bedoeling om uiteindelijk Londen in te nemen. Het leger kwam tot Derby. Vandaar keerde het op 6 december 1745 terug naar het noorden. De reden voor de terugkeer was onenigheid tussen de prins en zijn officieren binnen het leger. Ook was de toestroom van de jacobieten van Engelse komaf minder groot dan ze gehoopt hadden.
Tijdens de tocht terug naar Schotland hadden enkele kleinere slagen plaats. Uiteindelijk overwinterde het leger van prins Charles in Inverness.
De overheid had inmiddels een eigen leger samengesteld, onder leiding van de hertog van Cumberland. Dit leger trok achter de jakobieten aan om ze te verslaan. In april 1746 kwamen de twee legers in elkaars buurt in de regio van Culloden.
Het leger van prins Charles telde ongeveer 5.000 man. Het regeringsleger bestond uit ongeveer 7.500 man, waaronder ook cavalerie en artillerie. In beide legers bevonden zich Schotten. De Schotten uit het leger van prins Charles waren te herkennen aan een witte bloem op hun steek.

## Slag

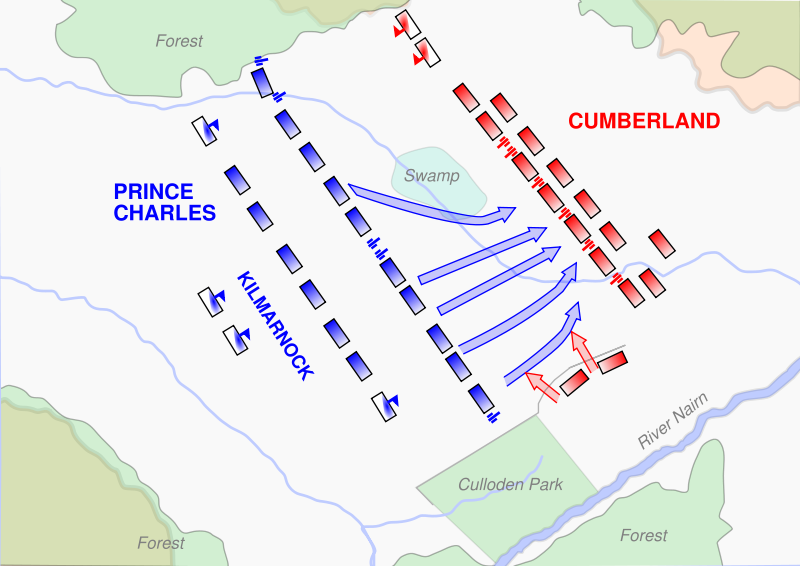
Verloop van de slag

Prins Charles koos een stuk moeras als plaats voor de veldslag. Lord George Murray probeerde tevergeefs om de prins te overtuigen een andere locatie te kiezen voor de strijd. Zijn voorstel voor een nachtelijke aanval voor de geplande veldslag werd wel goedgekeurd.
Deze nachtelijke aanval had plaats op 15 april 1746. De reden van George Murray om deze nacht te kiezen, was vanwege de 25ste verjaardag van de hertog van Cumberland op die dag. Hij hoopte dat veel van de soldaten van het regeringsleger dronken zouden zijn ter ere van dit feest.
Deze eerste aanval mislukte doordat ze hun eigen leger niet op tijd bijeen kregen. Halverwege de tocht naar het regeringsleger werd besloten de aanval niet door te zetten. Vermoeid keerden de jakobieten terug naar hun eigen kamp.
Net na 11:00 op 16 april 1746 begon de eigenlijke Slag bij Culloden. Prins Charles had gehoopt dat het regeringsleger zou optrekken naar zijn stellingen. De hertog van Cumberland gebruikte zijn artillerie om zijn tegenstander te bestoken. Uiteindelijk gaf prins Charles het bevel om op te rukken naar het regeringsleger. Zijn leger was door de slechte ondergrond van het moeras niet in staat om snel aan te vallen. Het regeringsleger was in staat de aanval tegen te houden. Het leger van prins Charles leed zware verliezen en was gedwongen terug te trekken. De hertog van Cumberland gaf zijn cavalerie de opdracht het terugtrekkende leger verder aan te vallen.
Het totale aantal doden aan de zijde van prins Charles direct tijdens de slag wordt geschat op 1.000. Het aantal doden van het regeringsleger was 364.

## Gevolgen

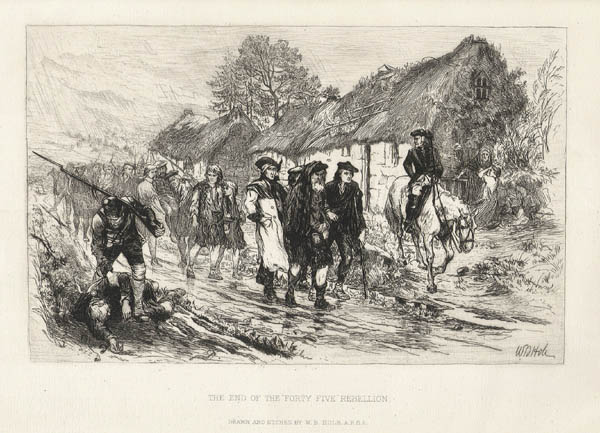
De verslagen jakobieten trekken zich terug.

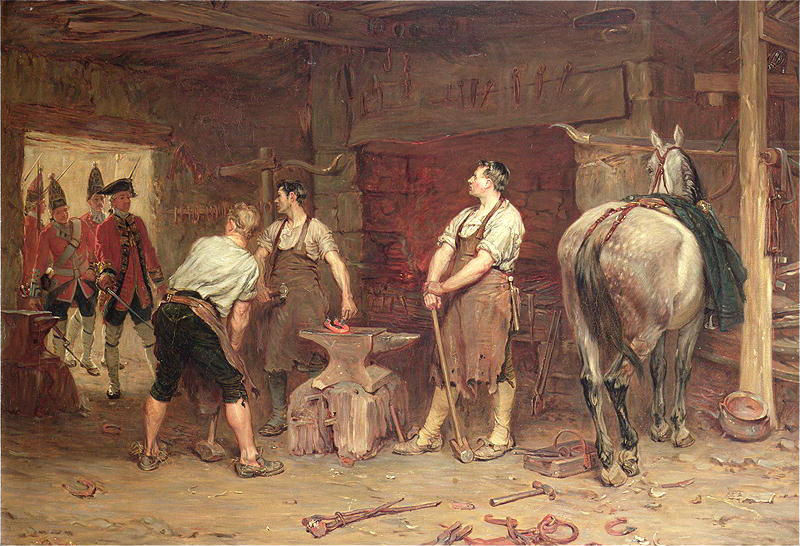
Het leger zoekt verborgen jakobieten.

George Murray was in staat een aanzienlijk deel van het leger veilig naar Ruthven te krijgen. Hij ontving daar een bericht van prins Charles met de opdracht dat iedereen een goed heenkomen moest zoeken.
De hertog van Cumberland liet alle vluchtelingen die hij tegenkwam doden. Hierbij werden ook veel mensen (mannen en vrouwen) die in de omgeving van Culloden woonden gedood, terwijl ze niet bij de slag betrokken waren geweest. Ook de gewonden op het slagveld werden gedood. Deze daden - of zijn besluit de rebel lords te onthoofden - gaven de hertog van Cumberland zijn bijnaam The Butcher (De Slachter). De zoektocht naar vluchtelingen hield weken aan. De hertog werd in Londen als een held ontvangen. Georg Friedrich Händel was op dat moment de componist aan het hof en schreef het lied "The conquering hero" ter ere van de hertog. Dit lied is opgenomen in zijn oratorium Händel-Werke-Verzeichnis 63 Judas Makkabeüs.
De overheid besloot tot maatregelen om een dergelijke opstand in de toekomst te voorkomen. Aangezien de meerderheid van de jacobieten Schots was, moest Schotland het ontgelden. Alle wapens werden in Schotland verboden. De doedelzak werd hierbij ook tot wapen verklaard en dus verboden. De Schotse kledij, waaronder de kilt, werd verboden. Dragen van Schotse kleding leidde tot gevangenisstraffen van 6 maanden tot zeven jaar. De clans hadden tot aan de Slag bij Culloden allemaal enige mate van autonomie gehad. Deze voorrechten werden opgeheven, waardoor het clansysteem verdween.
Prins Charles wist te vluchten naar Europa en overleed op 31 januari 1788 te Rome.

## Het slagveld

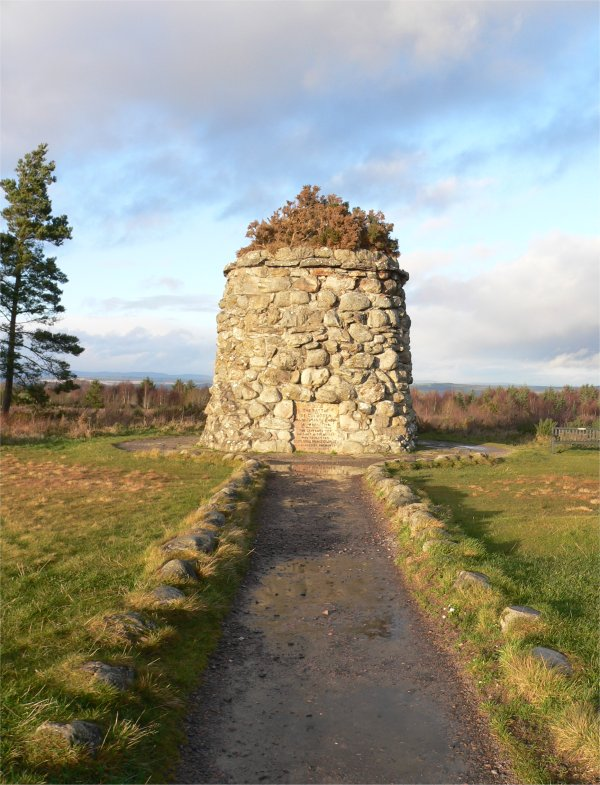
Gedenkteken uit 1881 ter ere van de gesneuvelde jakobieten.

Tegenwoordig is het slagveld in handen van de National Trust for Scotland. Er staan meerdere gedenkstenen als herinnering aan de slachtoffers van 1746. Ook de graven zijn er te vinden. Op deze massagraven zijn de namen van de clans vermeld.
Ter nagedachtenis van 275 jaar na de slag hebben onderzoekers het slagveld gescand met de modernste apparatuur. Historicus Professor Christopher Duffy en National Trust for Scotland (NTS) archeoloog Derek Alexander zullen aan de hand van de bevindingen proberen een beter inzicht te krijgen in de plaats van de veldslag zelf en in de manier waarop de strijdende partijen tegenover elkaar stonden op 16 april 1746.